# Dendronetria humilis
Dendronetria humilis là một loài nhện trong họ Linyphiidae.
Loài này thuộc chi Dendronetria. Dendronetria humilis được Alfred Frank Millidge & Anthony Russell-Smith miêu tả năm 1992.